# Мирза Али Ахтынский
Мирза́ Али́ Ахты́нский (лезг. Ахцагь Мирза Али; 1770—1859) — лезгинский богослов и мыслитель, поэт. Лезгин по национальности, исповедовавший ислам суннитского толка. Ученик известного муршида, основателя мюридизма, Мухаммада Ярагского, учитель известного просветителя Хасана Алкадарского.

## Биография
Настоящее имя учёного — Али. Мирза - это псевдоним, в переводе с персидского означает ученый. Это почетное прозвище он получил от Сурхай-хана II, когда они учились у Саида Араканского. Родился в 1770 году в селе Ахты (ныне административный центр Ахтынского района Дагестана). Отца звали Магомедшериф, мать — Каният. Мать, будучи образованной женщиной, обучила сына грамоте так, что к восьми годам Али мог свободно читать Коран. Дед, Ахмедкули был знатоком медицины, и передал навыки врачевания внуку. Мирза Али преуспел и в этой сфере и был признан народным врачом-целителем. Лекарственные травы он собирал с близлежащих альпийских лугов. Медицинскими услугами у него также пользовался гарнизон Ахтинской крепости, не имевший штатного медика. Известен случай, как Николай I, узнав о содействии Мирза Али русскому гарнизону, в награду освободил ахтынцев от податей на 10 лет.
Мирза Али жил учёный в доме на склоне горы Келезхев. Благодаря ему, в 1839 году село Ахты было спасено от сожжения при подавлении восстания лезгин войсками генерала Головина.
Мирза Али был в дружеских отношениях с Сурхай-ханом ІІ Казикумухскому. После прихода к власти Аслан-хана Казикумухского Мирза Али был изгнан за благосклонность к Сурхай-хану ІІ. По приказу Аслан-хана его бросили в ледяную реку, но он чудом остался жив.
Мирза Али придерживался пророссийской позиции, за что был отправлен имамом Шамилем в ссылку в высокогорный аул Ириб, где пробыл в заточении около года. Из заключения он писал очень эмоциональные касыды, которые получили в Дагестане обширный резонанс. Ответ на касиды писали Мухаммад Тахир аль-Карахи и Хаджи Юсуф аль-Мисри. Полемика с последним приняла жесткий и драматичный оборот. Сущность полемики свелась к тому, что Хаджи Юсуф обвинял Мирза Али в том, что находился на стороне «завоевателей и иноверцев», посвящая свои «изящные и красноречивые стихи, которых достойны только пророки и святые, прославлению командующего Воронцова». Сам Хаджи Юсуф признавал своё «невежество» и превосходство Мирза Али над собой в науке и стихосложении.
Мирза‘али долгое время был кадием с. Ахты. Трижды совершал паломничество в Мекку.
Мирза Али прожил 90 лет и похоронен в родном селении на кладбище «Гюней сурар». На могильной плите учёного сохранилась арабская эпитафия: «Во имя Аллаха Милостивого, Милосердного. Переселился из ближнего мира в вечный мир кадий Самурской области (нахия ас-Самурия) кадий Мирза Али-эфенди в 1858 году». По верхнему краю плиты нанесена надпись мелким убористым почерком: «Переселилась его жена Зурият в 1278 году». По нижнему краю высечено: «Написал это Мухиддин-эфенди». Эпитафия Мухиддина-эфенди датирована в 1288 году по мусульманскому летоисчислению (1871—1872 г.).

## Научная деятельность
Мирза Али прекрасно разбирался в математике, логике, философии, теологии, был знаком с трудами арабских, персидских и турецких литераторов. Математические науки он постигал под руководством Саида ал-Харакани (Араканского), Мухаррама аль-Ахты, Саида аш-Шинази (Шиназского), Саида аль-Хачмази (Хачмазского). Религиозным наукам он обучался у Мухаммада аль-Яраги (Ярагского) и других выдающихся богословов.
Мирза Али считался крупным учёным. Был автором многочисленных сочинений. В Ахтах он открыл медресе, ставшее впоследствии одним из крупных в Южном Дагестане. Он преподавал арабский язык, философию, логику, а также такие прогрессивные науки как арифметику, алгебру, геометрию и астрономию.
В числе его учеников был Мулла Ахмад аль-Катрухи и Гасан аль-Алкадари (Алкадарский). Гасан аль-Алкадари в течение 8 месяцев изучал труды известных восточных авторов по астрономии «Шарх аль-мулаххас» и философии «Шарх аль-Хидаят». Аль-Алкадари посвятил своему учителю несколько своих касид-панегириков.
Мирза Али начал писать стихи под влиянием Мухаммада аль-Яраги. По некоторым сведениям, он превзошел своего учителя в этом искусстве, поскольку сам аль-Яраги поручал ему писать касиды, восхваляющие шейхов накшбандийского тариката. Его стихи неоднократно переписывались и распространились по всему Дагестану. Гасана аль-Алкадари упоминает о целом диване поэта со стихами на арабском, тюркском и персидском языках.
Мирза Али оставил после себя много выдающихся литературных произведений, признанных шедеврами своего времени. Среди них романтические «Выходит из дворца» и «Затмила ты». Ему удалось близко подойти к арабскому классическому стихосложению.
По легенде, Мирза Али является автором сочинения под названием «Ахты наме», однако на сегодняшний день ни один из списков этого труда не известен.
Видными современниками Мирза Али был удостоен лестных прозваний: «аристократ духа», «корона светлых голов», «мореподобный учёный», «сокровищница знаний». В его личной библиотеке учёного имелось свыше пятисот томов литературы.

## Семья
В 2009 году, во время работы археографической экспедиции ИИАЭ ДНЦ РАН и ДГУ (руководитель — профессор А. Р. Шихсаидов) в селении Ахты, на полях одной из рукописей была обнаружена вакуфная запись, составленная, очевидно, рукой самого Мирза Али, с родословной ученого, которая была до тех пор неизвестной. К записи приложена личная печать Мирза Али Ахтынского. Эта запись сообщает имена его предков вплоть до XVII века, причём все они принадлежали к духовному сословию. В родословной учёного наряду с нисбой «аль-Ахты» Мирза Али приводит также нисбу «аль-Пирбудаги», указывающую на тухумную принадлежность и сообщающую имя его далёкого предка. Собственно, родословная: «Мирза Али сын муллы Мухаммад-шарифа, сына муллы Мирза Али, сына муллы Рамазана, сына муллы … аль-Пирбудаги аль-Ахты».
Мирза Али имел жену по имени Зурият и двух сыновей: Абдуреб-эфенди и Мухудин-эфенди. Оба сына впоследствии стали известными богословами. У каждого из них было по 5—6 сыновей. Мирза Али является родоначальником тухума Казиевых, представители которого живут в верхней части Ахтов.